# 哈茨瓦特
哈茨瓦特是南非的城鎮，位於該國北部，由北開普省負責管轄，距離沃倫頓36公里，始建於1948年，面積11.41平方公里，2001年人口5,262，人口密度每平方公里460人。